# Horcajo de las Torres
Horcajo de las Torres è un comune spagnolo di 748 abitanti situato nella comunità autonoma di Castiglia e León.